# Under Colorado Skies
Under Colorado Skies è un film del 1947 diretto da R.G. Springsteen.
È un film western a sfondo musicale statunitense con Monte Hale, Lorna Gray e Paul Hurst.

## Produzione
Il film, diretto da R.G. Springsteen su una sceneggiatura di Louise Rousseau, fu prodotto da Melville Tucker, come produttore associato, per la Republic Pictures e girato nell'Iverson Ranch a Chatsworth, Los Angeles, California, da metà giugno a fine luglio 1947.

## Distribuzione
Il film fu distribuito negli Stati Uniti dal 15 dicembre 1947 al cinema dalla Republic Pictures. È stato distribuito anche in Finlandia con il titolo Coloradon taivaan alla.

## Promozione
Le tagline sono:
- Action...Songs...Adventure...Packed With Thrills And Color!
- Lightning-Packed ACTION! New Western TUNES! All in sensational COLOR!